# Vilcabamba

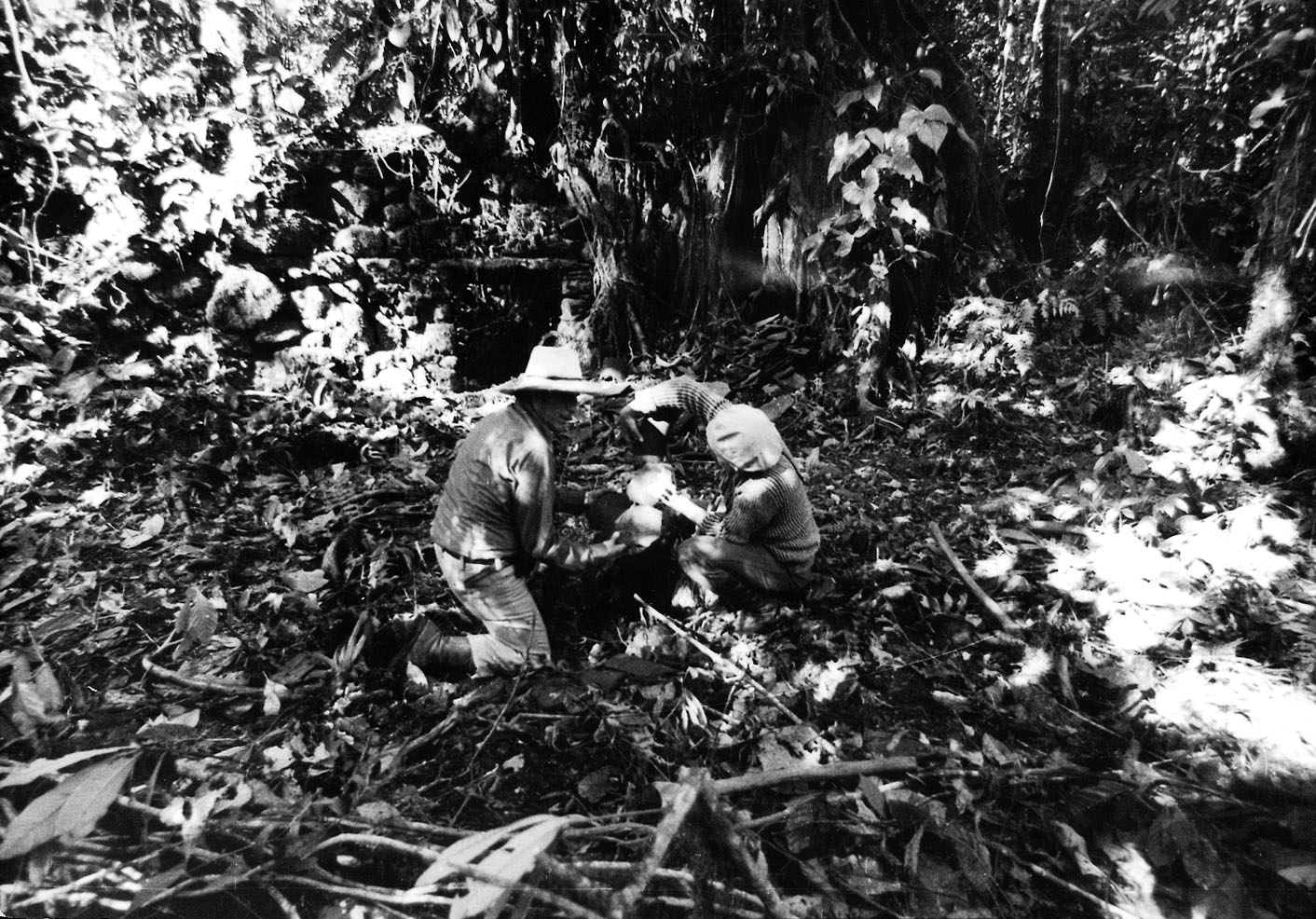
Les ruïnes de Vilcabamba el 1976

Vilcabamba, llegendari «regne perdut dels Inques», va ser el seu últim refugi.
Aquest regne que correspon a l'actual província situada al nord de la Regió de Cusco va ser el refugi de Manco Inca després de la gran rebel·lió de 1536. Aquesta regió accidentada i coberta d'una vegetació frondosa oferia un refugi ideal a l'Inca rebel. A la ciutat de Vilcabamba, envoltada dels seus parents, va intentar reconstituir un tribunal imperial i un estat reproduint l'organització de Cusco d'abans de la conquesta.
Durant els trenta-sis anys de subsistència d'aquest petit regne, el Perú no va conèixer la pau. A les lluites entre espanyols es van sumar els raids inques i els aixecaments orquestrats pels inques resistents.
Els espanyols van organitzar una última expedició a Vilcabamba el 1572, no trobant cap oposició a la seva progressió. Van capturar així l'últim Inca regnant : Tupac Amaru. Aquest, tot i que estava preparat per parlamentar amb el poder colonial, va ser executat en públic a la plaça d'armes de Cusco, davant una multitud en llàgrimes.
S'ignora encara avui la real posició geogràfica i l'extensió del regne de Vilcabamba. Tanmateix, en relació amb la seva capital, els arqueòlegs s'orienten avui cap a l'indret de Choquequirao al Perú.

## En la cultura popular
La ciutat perduda de Vilcabamba apareix en la sèrie de videojocs educatius The Amazon Trail, el videojoc Tomb Raider i la seva nova versió Tomb Raider: Anniversary, i als llibres Evil Star i Necropolis de l'autor de thrillers anglès Anthony Horowitz. Vilcabamba forma part també d'alguns escenaris del videojoc de rol per a PlayStation 2 Shadow Hearts: From the New World.
Al segon episodi de la sèrie documental Conquistadors (any 2000) l'historiador Michael Wood visita el jaciment de Vilcabamba mentre explica la caiguda de l'Inca i la retirada de Manco i els seus seguidors a aquella regió remota, l'últim reducte de l'imperi.